# Monsures
Monsures là một xã ở tỉnh Somme, vùng Hauts-de-France, Pháp.

## Địa lý
Thị trấn này tọa lạc trên đường D210 and the D109, khoảng 16 dặm Anh về phía nam của Amiens, ở điểm cực nam của tỉnh, trong Thung lũng sông Selle có rừng bao quanh.

## Dân số
| 1962                                                         | 1968 | 1975 | 1982 | 1990 | 1999 | 2007 |
| ------------------------------------------------------------ | ---- | ---- | ---- | ---- | ---- | ---- |
| 217                                                          | 230  | 197  | 152  | 162  | 203  | 236  |
| Số liệu điều tra dân số từ năm 1962, dân số không tính trùng |      |      |      |      |      |      |